# 2014年の台風
2014年の台風（2014ねんのたいふう、太平洋北西部及び南シナ海で発生した熱帯低気圧）のデータ。
4月までに5個の台風が発生し、7月には5個発生した。これで台風の総数は12になり、平年の7.7個を大きく上回る記録となった。さらに、8月には「越境台風」もあった。だが、8月の台風は平年で6個発生するのに対し、実際は平年以下の発生数となっている。中でも、台風8号や台風11号、台風19号が日本各地に大きな被害をもたらした。12月29日には今シーズン最後の台風として台風23号が発生していた。

## 月別の台風発生数
| 1月 | 2月 | 3月 | 4月 | 5月 | 6月 | 7月 | 8月 | 9月 | 10月 | 11月 | 12月 | 年間 |
| --- | --- | --- | --- | --- | --- | --- | --- | --- | ---- | ---- | ---- | ---- |
| 2   | 1   |     | 2   |     | 2   | 5   | 1   | 5   | 2    | 1    | 2    | 23   |

## 「台風」に分類されている熱帯低気圧

### 台風1号（レンレン）
201401・01W・アガトン

1月10日、パラオの南西で熱低が発生して低圧番号91が付けられた。フィリピンに接近しながら10日頃から大雨を降らせ続け、1月12日には一旦低圧部を弱めた。その後、停滞したミンダナオ島を中心に洪水や地滑りが発生。1月18日9時（協定世界時18日0時）、ミンダナオ島の東の北緯9度55分・東経127度20分で台風となり、アジア名レンレン（Lingling）と命名されたが、1月20日9時（協定世界時20日0時）にミンダナオ島の東の海上の北緯7度0分・東経128度0分で熱低になった。河川の氾濫などにより1月31日朝までの集計で70名が死亡、86名が負傷して、9名が行方不明となっており、家屋の壊3,482棟、被災者は約115万人で、被害額は約5億6,670万ペソ（約12億8,000万円）となっている。

### 台風2号（カジキ）
201402・02W・バシャン
1月29日にグアム島の南西で形成が始まった熱帯低気圧は、勢力を強めながら西進。ミクロネシアのヤップ島の南の海上を通過してフィリピンに接近し、PAGASAの管轄する海域に入ったことからフィリピン名バシャン（Basyang）と命名され、暴風雨警報 (PSWS)がミンダナオ島の北スリガオ州・南スリガオ州・ディナガット・アイランズ州・東ミサミス州・南レイテ州に発令され、その後ルソン島・ヴィサヤ諸島に拡大された。
1月31日9時（協定世界時31日0時）にフィリピンの東の北緯10度5分、東経130度50分で台風となって、アジア名カジキ（Kajiki）と命名され、2月1日から2日にかけてフィリピンを横断。2月1日21時（協定世界時1日12時）に北緯11度・東経118度で熱低になった。

2月2日朝までの集計で壊した家は81棟、被災者は約42,000名、その内約5,600名が避難所に避難したほか、セブ州と南レイテ州で3名が死亡した。

### 台風3号（ファクサイ）
201403・03W
2月16日、チューク諸島近海で形成が始まり、低気圧番号93Wを与えられた熱低は発達を続けて、2月28日21時（協定世界時28日12時）にカロリン諸島の北緯8度40分、東経148度10分で台風となり、アジア名ファクサイ（Faxai）と命名された。当初は中心気圧1,000ヘクトパスカル程度の勢力で停滞していたが、3月に入ると太平洋上を北東に進みながら次第に勢力を強め、3月5日には中心気圧975ヘクトパスカルまで成長。その後弱めて3月6日3時（協定世界時5日18時）に南鳥島近海の北緯22度、東経155度で温帯低気圧になった。

この台風は、台風3号としては1965年に次いで統計史上2番目に早く発生した。また、2月までに3個の台風が発生したのは、この年と1965年のみである。

### 台風4号（ペイパー）
201404・05W・ドミン

日本時間4月3日9時（協定世界時3日0時）に北緯1度8分・東経148度4分のパプアニューギニア付近で発生した熱帯低気圧は、西北西に進みながら5日9時（協定世界時5日0時）にカロリン諸島近海の北緯3度50分・東経140度25分で台風となり、ペイパー（Peipah）と命名された。その後弱めて5日21時（協定世界時5日12時）には再び熱帯低気圧となり、パラオを通過したのち9日には低圧部となった。なお、フィリピンに接近したことからフィリピン名ドミン (Domeng）を命名されている。

### 台風5号（ターファー）
201405・06W
4月27日、グアムの南南東の海上で形成が始まった熱帯低気圧は、その後合同台風警報センター（JTWC）によって低気圧番号06Wを与えられた。北上した熱帯低気圧は28日9時（協定世界時28日0時）にマリアナ諸島の北緯12度5分・東経147度で台風となり、アジア名ターファー（Tapah）と命名された。
台風は5月1日9時（協定世界時1日0時）に小笠原諸島の南の海上の北緯21度3分・東経145度3分で熱帯低気圧となり、2日夜に消滅した。

### 台風6号（ミートク）
201406・エスター

6月9日9時、台湾付近の北緯21.0度、東経120.0度で発生した熱帯低気圧が発達し、11日9時、北緯23.4度、東経125.9度で台風となって、アジア名「ミートク（Mitag）」と命名された。命名国はミクロネシアで、女性の名前に由来する。しかし、12日9時には北緯28.8度、東経135.9度で温帯低気圧になり、その後15時に消滅した。

### 台風7号（ハギビス）
201407・07W

6月13日9時、北緯18.8度、東経116.0度で発生した熱帯低気圧は、14日9時に北緯20.6度、東経117.0度で台風に発達し、アジア名「ハギビス（Hagibis）」と命名された。命名国はフィリピンで、「素早い」という意味である。しかし、華南に上陸し16日3時に勢力を弱めて北緯23.7度、東経116.3度熱帯低気圧になった。17日9時に北緯27.4度、東経122.6度で再び台風になり、同日21時に北緯29.2度、東経130.0度で熱帯低気圧になった。そして、18日3時に北緯31.0度、東経133.0度で温低圧になった。台風の時の気圧は996ヘクトパスカルだったが、温低後の方が気圧が下がり、一時988ヘクトパスカルになった。23日9時には北緯43.8度、西経176.8度に達し、域外となった。勢力が強くなかったこの熱低は、「熱低→台風→熱低→台風→熱低→温低」と変化し、復活台風となった。

### 台風8号（ノグリー）
201408・08W・フロリタ

6月30日、グアム付近で形成が始まった。太平洋上を北西に進んだ熱低は7月4日午前9時（協定世界時4日0時）にマリアナ諸島の北緯12度、東経142度で台風となり、アジア名「ノグリー (Neoguri)」と命名された。沖縄に気象庁により気象特別警報が発表されるほどの災害となった。その後、九州に上陸、日本列島南岸を関東地方まで進み、風に加えて梅雨前線を刺激したことで広範囲に雨による被害を出し、11日に北緯37.0度、東経142.0度で温低になった。13日21時に消滅した。

### 台風9号（ラマスーン）
201409・09W・グレンダ

7月10日頃から発達を始めた熱帯低気圧09Wが、7月12日15時（協定世界時12日6時）にマリアナ諸島の北緯13度25分・東経142度40分で台風になり、アジア名「ラマスーン（Rammasun）」と命名された。台風は西進してフィリピンに接近し、フィリピン大気地球物理天文局（PAGASA）の監視エリアに入ったため、フィリピン名「グレンダ（Glenda）」と命名された。

### 台風10号（マットゥモ）
201410・10W・ヘンリー

熱低10Wが、7月18日3時（協定世界時17日18時）にフィリピン（北緯10度・東経135度）で台風になり、アジア名マットゥモ（Matmo）と命名された。同日朝、フィリピンの監視領域に入ったため、PAGASAによってフィリピン名ヘンリー（Henry）と命名された。台風はフィリピンを北西から北北西に進み、23日0時（協定世界時22日15時）に台湾台東県長浜郷に上陸、同日朝には台湾海峡に達した。進路を北向きに変えながら華南に向かい、25日15時（協定世界時25日6時）に黄海（北緯35度・東経121度）で温低に変わった。

### 台風11号（ハーロン）
201411・11W・ホセ

熱低11が、7月29日12時(協定世界時29日03時)にマリアナの北緯12度、東経148度で台風になり、アジア名ハーロン(Halong)と命名された。3日には勢力を強めて「猛烈な台風」となり、7日ごろ沖縄に接近。その後は955hPaと勢力は衰えたが、勢力を保ったまま、8日に沖縄の大東島に接近。10日に高知県安芸市付近に上陸し四国を横断後、瀬戸内海、兵庫県姫路市を通り日本海を北上した。これにより、広範囲で大雨となり、被害も出た。11日3時頃から台風となったが、9時過ぎに北緯37度、東経137度で温低に変わった。

### 台風12号（ナクリー）
201412・12W・インダイ

熱帯低気圧12Wが、7月30日03時(協定世界時29日18時)にフィリピンの東の北緯18度35分、東経129度30分で台風になり、アジア名ナクリー(Nakri)と命名された。30日には勢力を強めて「大型の台風」となり、31日に沖縄へ接近。1日中心付近を除いて最大風速は30メートルとなり、九州では短時間で非常に激しい雨が降った。また、台風12号から変わった熱帯低気圧からの湿った空気と南からの湿った空気が四国でぶつかり、高知県では降り始めから1,000ミリを超えた。なお、フィリピンの監視エリアに入ったことからフィリピン名インダイ (Inday）を命名されている。8月4日03時頃に、黄海の北緯36度・東経126度で熱帯低気圧になった。

### 台風13号（ジェヌヴィーヴ）
201413・07E

7月20日に東太平洋で確認された熱帯撹乱が次第に発達して7月25日にハリケーンになり、ジェヌヴィーヴ（Genevieve）と名づけられた。27日には弱体化して再び熱帯低気圧に戻ったが、次第に勢力を回復し、8月2日に再びハリケーンへと成長して太平洋上を西進。途中で勢力を弱めたものの日付変更線に近づくに連れて急速に勢力を回復し、8月7日15時（協定世界時7日6時）にミッドウェー島近海で日付変更線を越えて気象庁の予報区域に入ったため台風第13号として観測対象になった。7日15時時点で中心気圧950ヘクトパスカル、中心付近の最大風速50メートル、最大瞬間風速70メートルの勢力を維持していた。。8日には更に発達し、8日15時時点で中心気圧915ヘクトパスカル、中心付近の最大風速55メートル、最大瞬間風速80メートルとなった。12日15時頃、太平洋の北緯35度・東経166度で熱帯低気圧に変わった。

### 台風14号（フンシェン）
201414・13W

9月1日、フィリピンの東の海上で発生した低圧部は、6日に熱帯低気圧13Wとなった。7日9時(協定世界時7日0時)に勢力を強めて奄美大島の南約140キロメートルの北緯27度10分、東経129度50分で台風となり、アジア名フンシェン(Fengshen)と命名された。発生直後の気圧は998ヘクトパスカルで、奄美大島や沖縄島など南西諸島の一部がすでに強風域に入っている。暖かい空気を送り込んでいるため、秋雨前線が活発になり、台風発生前から日本各地で雨となった。10日15時に北緯37度0分、東経156度0分で温帯低気圧に変わった。しかし、温帯低気圧になった後にベーリング海で急速に発達し、920ヘクトパスカルまで気圧が低下。ベーリング海における観測史上、最も発達した低気圧となった。

### 台風15号（カルマエギ）
201415・15W・ルイス

9月11日にフィリピンの東にあった低圧部から変わった熱帯低気圧15Wが、12日15時(協定世界時12日6時)に北緯13度40分、東経130度50分で台風となり、アジア名カルマエギ(Kalmaegi)と命名された。また、フィリピン大気地球物理天文局(PAGASA)によって、フィリピン名ルイス(Luis)と命名された。台風は発達しながらフィリピンに向かって西進、発達し、13日15時に暴風域が現れた。フィリピン通過後、南シナ海・トンキン湾を北東進し、華南に上陸。17日15時に北緯23度0分、東経102度0分で熱帯低気圧に変わった。

### 台風16号（フォンウォン）
201416・16W・マリオ

グアムの東南で発生した熱帯低気圧16Wが西進、9月18日3時（協定世界時17日18時）にフィリピンの東の北緯12度20分、東経129度10分で台風となり、アジア名フォンウォン (Fung-wong) と命名された。また、17日の時点でフィリピン大気地球物理天文局(PAGASA)によって、フィリピン名マリオ(Mario)と命名された。勢力はさほど強くなかったが、遅い速度で北上してフィリピン・台湾に接近、大雨を降らせ、洪水など大規模な水害をもたらした。24日9時に北緯33度0分、東経125度0分で1002ヘクトパスカルの温帯低気圧に変わった。

### 台風17号（カンムリ）
201417・17W

9月22日に発生した熱帯低気圧17Wが、9月24日21時（協定世界時24日12時）、南鳥島近海の北緯20度20分、東経149度55分で台風になり、アジア名カンムリ(Kammuri)と名付けられた。。27日12時から大型の台風となり北上、28日夜に関東地方沿岸部が強風域に入った。30日9時に北緯37度0分、東経158度0分で温帯低気圧に変わった。

### 台風18号（ファンフォン）
201418・18W・ネネン
9月28日に発生した熱帯低気圧18Wが29日午後3時(協定世界時29日6時)、トラック諸島近海の北緯13度0分、東経151度0分で台風となり、アジア名ファンフォン(Phanfone)と命名された。10月1日には「大型の台風」となって発達を続けた。2日には勢力を強めて「大型で非常に強い台風」となった。4日頃に奄美地方に接近し、その後は太平洋側を暴風域に巻き込みながら本州南岸を北東進した。この影響で広範囲に大雨をもたらし、6日朝には速度を上げて潮岬にかなり接近した。さらに6日8時過ぎに静岡県浜松市付近に上陸した。なお、フィリピン名でネネン(Neneng)とも命名されている。

### 台風19号（ヴォンフォン）
201419・19W・オンポン

10月2日にマーシャル諸島近海で発生した熱帯低気圧19Wが3日21時(協定世界時3日12時)に北緯8度55分、東経157度35分で台風に成長、アジア名ヴォンフォン(Vongfong)と名付けられた。6日から8日にかけて急発達、970ヘクトパスカルから900ヘクトパスカルにまで気圧を下げ、今年最も強い台風となった。13日9時前10日0時には一時的に大型で猛烈な台風となった。北上を続けたこの台風は、12日0時半頃に沖縄本島付近を通過した、13日朝には勢力は弱まった状態だったが鹿児島県枕崎市付近に上陸し、その後も日本列島を縦断する形で何度も上陸･通過を繰り返したことで広範囲に大雨や暴風の影響をもたらし、被害を大きくした。14日9時に三陸沖の北緯39度0分、東経143度0分で温帯低気圧となった。なお、この台風から変わった温帯低気圧は再発達し、北海道の石北峠などでは南下した強い寒気の影響で雪が降り、積雪も確認された。

### 台風20号（ヌーリ）
201420・20W・ペーン
10月28日にグアムの東方で形成が始まった熱帯撹乱は西進しながら熱帯低気圧に成長、29日に合同台風警報センター（JTWC）によって熱帯低気圧番号20Wを与えられた。成長を続けた20Wは、10月31日15時（協定世界時31日6時）にフィリピンの東の北緯12度30分、東経136度25分で台風20号に昇格、アジア名ヌーリ（Nuri）と命名された。また、同日にはフィリピン大気地球物理天文局（PAGASA）によってフィリピン名ペーン（Paeng）と命名されている。台風は進路を北寄りに変えながら11月2日にかけての24時間で中心気圧が65ヘクトパスカル低下するなど急速に発達し、3日に大型で猛烈な台風となった。7日の午前9時に北緯37度0分、東経151度0分で温帯低気圧となった。

なお、この台風から変わった温帯低気圧は、その後カムチャツカ半島の東のアリューシャン列島付近で再び猛発達し、中心気圧が920hPaまで低下して、この地域における温帯低気圧としては過去最低の値を更新した。地球全体で見ても、温帯低気圧がここまで発達するのは非常に珍しいことであった。

### 台風21号（シンラコウ）
201421・21W・クイニー

11月25日にフィリピン・ミンダナオ島の東の海上で形成が始まった低圧部が西に進みながら成長。26日には合同台風警報センター（JTWC）によって熱帯低気圧番号21Wを与えられ、フィリピン大気地球物理天文局（PAGASA）によってフィリピン名クイニー（Queenie）と命名された。21Wは28日午前9時（協定世界時28日0時）に南シナ海の北緯10度40分、東経117度20分で台風となり、アジア名シンラコウ（Sinraku）と命名された。台風は南シナ海を西に進み、30日15時（協定世界時30日6時）にベトナムの北緯13度・東経108度で熱帯低気圧になった。

### 台風22号（ハグピート）
201422・22W・ルビー

12月1日15時(協定世界時1日6時)、北緯4度55分、東経152度5分において熱帯低気圧22Wが台風22号となり、アジア名ハグピート(Hagupit)と命名された。台風は当初の予想を遙かに超える強さにまで発達し、4日には猛烈な勢力となった。これにより、フィリピン大気地球物理天文局はフィリピン名ルビー(Ruby)という名をつけた。11日21時に北緯13度0分、東経112度0分で熱帯低気圧に変わった。

### 台風23号（チャンミー）
201423・23W・シニエン
12月26日にパラオの北西で熱帯撹乱の形成が始まり、27日には熱低へと成長、熱低番号23Wが与えられた。西進した23Wはフィリピンの観測域に達し、28日にフィリピン大気物理天文局（PAGASA）はフィリピン名シニエン（Seniang）と命名。23Wは29日9時（協定世界時29日0時）にフィリピンの北緯8度55分、東経126度05分で台風となり、アジア名チャンミー（Jangmi）と命名された。暴風域を持たずにゆっくりと西進した台風は、29日にミンダナオ島に上陸してフィリピンを横断。30日にはスールー海に達したのちに進路を南寄りに変え、同日21時（協定世界時30日12時）にスールー海（北緯7度・東経120度）で熱帯低気圧になった。

## 各台風名

PAGASAの熱帯低気圧監視エリア

順番はアジア名「ダムレイ」が1とされている。また、フィリピン名は熱帯低気圧が監視エリアに入ったとき、フィリピン大気地球物理天文局（PAGASA）が命名するもの。
なお、台風13号は西経域でハリケーンとして発生したため、西経域でつけられた国際名がそのまま使用された。
また、同年に使用されたフィリピン名の内、グレンダ（9号）、ホセ（11号）、マリオ（16号）、ルビー（22号）、シニエン（23号）は名前の廃止基準（10億ペソ以上の被害、あるいは300名以上の死者）に達したため、名前リストから除去された。
| 台風       | アジア名（国際名） | アジア名（国際名） | アジア名（国際名） | アジア名（国際名）     | アジア名（国際名） | フィリピン名 | フィリピン名 |
| 台風       | 順番               | 名称               | 読み               | 意味・由来             | 命名国・地域       | 名称         | 読み         |
| ---------- | ------------------ | ------------------ | ------------------ | ---------------------- | ------------------ | ------------ | ------------ |
| 1号(1401)  | 46                 | Lingling           | レンレン           | 少女の名前             | 香港               | Agaton       | アガトン     |
| 2号(1402)  | 47                 | Kajiki             | カジキ             | かじき座               | 日本               | Basyang      | バシャン     |
| 3号(1403)  | 48                 | Faxai              | ファクサイ         | 女性の名前             | ラオス             |              |              |
| 4号(1404)  | 49                 | Peipah             | ペイパー           | 魚の名前               | マカオ             | Domeng       | ドミン       |
| 5号(1405)  | 50                 | Tapah              | ターファー         | なまず                 | マレーシア         |              |              |
| 6号(1406)  | 51                 | Mitag              | ミートク           | 女性の名前             | ミクロネシア       | Ester        | エスター     |
| 7号(1407)  | 52                 | Hagibis            | ハギビス           | すばやい               | フィリピン         |              |              |
| 8号(1408)  | 53                 | Neoguri            | ノグリー           | たぬき                 | 韓国               | Florita      | フロリタ     |
| 9号(1409)  | 54                 | Rammasun           | ラマスーン         | 雷神                   | タイ               | Glenda       | グレンダ     |
| 10号(1410) | 55                 | Matmo              | マットゥモ         | 大雨                   | アメリカ           | Henry        | ヘンリー     |
| 11号(1411) | 56                 | Halong             | ハーロン           | 湾の名前               | ベトナム           | Jose         | ホセ         |
| 12号(1412) | 57                 | Nakri              | ナクリー           | 花の名前               | カンボジア         | Inday        | インダイ     |
| 13号(1413) | -                  | Genevieve          | ジェヌヴィーヴ     | 人の名前               | アメリカ           |              |              |
| 14号(1414) | 58                 | Fengshen           | フンシェン         | 風神                   | 中国               |              |              |
| 15号(1415) | 59                 | Kalmaegi           | カルマエギ         | かもめ                 | 北朝鮮             | Luis         | ルイス       |
| 16号(1416) | 60                 | Fung-wong          | フォンウォン       | 山の名前(フェニックス) | 香港               | Mario        | マリオ       |
| 17号(1417) | 61                 | Kammuri            | カンムリ           | かんむり座             | 日本               |              |              |
| 18号(1418) | 62                 | Phanfone           | ファンフォン       | 動物                   | ラオス             | Neneng       | ネネン       |
| 19号(1419) | 63                 | Vongfong           | ヴォンフォン       | すずめ蜂               | マカオ             | Ompong       | オンポン     |
| 20号(1420) | 64                 | Nuri               | ヌーリ             | オウム                 | マレーシア         | Paeng        | ペーン       |
| 21号(1421) | 65                 | Sinraku            | シンラコウ         | 女神の名前             | ミクロネシア       | Queenie      | クイニー     |
| 22号(1422) | 66                 | Hagupit            | ハグピット         | むち打つこと           | フィリピン         | Ruby         | ルビー       |
| 23号(1423) | 67                 | Jangmi             | チャンミー         | バラ                   | 韓国               | Seniang      | シニエン     |

## 気象庁が「台風」に分類しなかった熱帯低気圧
| 熱帯低気圧番号 | 強さ          | 進路 | 衛星画像 | 期間              | 最大風速               | 最低気圧 | 接近地・上陸地             |
| -------------- | ------------- | ---- | -------- | ----------------- | ---------------------- | -------- | -------------------------- |
| Caloy (04W)    | TD (JTWC)     |      |          | 3月18日 - 3月24日 | 30kt                   | 1004hPa  | カロリン諸島・フィリピン   |
| Karding (14W)  | TD (JMA/JTWC) |      |          | 9月5日- 9月9日    | 30kt (JMA) 25kt (JTWC) | 1002hPa  | フィリピン・中国・ベトナム |

## 各熱帯低気圧の影響
| 台風・ 熱帯低気圧                | 期間              | 大きさ・強さ     | 階級 | 最大風速     | 最低気圧 | 被害(接近)地域                                                     | 被害額 (100万ドル) | 死者数(人) | 出典            |
| -------------------------------- | ----------------- | ---------------- | ---- | ------------ | -------- | ------------------------------------------------------------------ | ------------------ | ---------- | --------------- |
| 台風1号 1401 (Lingling, Agaton)  | 1月10日-1月20日   |                  | TS   | 18m/s(35kt)  | 1002hPa  | フィリピン                                                         | 12.5               | 70         | [ 79 ] [ 80 ]   |
| 台風2号 1402 (Kajiki, Basyang)   | 1月29日-2月1日    |                  | TS   | 18m/s(35kt)  | 1000hPa  | フィリピン                                                         | 0.195              | 6          | [ 81 ] [ 82 ]   |
| 台風3号 1403 (Faxai)             | 2月27日-3月5日    | 強い             | TY   | 35m/s(65kt)  | 975hPa   | カロリン諸島、マリアナ諸島                                         | 僅か               | 1          | [ 83 ] [ 84 ]   |
| TD 04W (Caloy)                   | 3月18日-3月24日   |                  | TD   | 不明         | 1004hPa  | フィリピン                                                         | 0                  | 0          |                 |
| 台風4号 1404 (Peipah, Domeng)    | 4月2日-4月15日    |                  | TS   | 18m/s(35kt)  | 998hPa   | カロリン諸島、フィリピン                                           | 0                  | 0          | [ 85 ] [ 86 ]   |
| 台風5号 1405 (Tapah)             | 4月27日-5月2日    |                  | STS  | 25m/s(50kt)  | 985hPa   | -                                                                  | 0                  | 0          | [ 87 ] [ 88 ]   |
| 台風6号 1406 (Mitag, Ester)      | 6月9日-6月12日    |                  | TS   | 20m/s(40kt)  | 994hPa   | フィリピン、台湾、日本                                             | 0                  | 0          | [ 89 ] [ 90 ]   |
| 台風7号 1407 (Hagibis)           | 6月13日-6月17日   |                  | TS   | 20m/s(40kt)  | 996hPa   | フィリピン、中国、台湾、日本                                       | 131                | 11         | [ 91 ] [ 92 ]   |
| 台風8号 1408 (Neoguri, Florita)  | 7月2日-7月11日    | 大型・非常に強い | STY  | 50m/s(100kt) | 930hPa   | カロリン諸島、グアム、日本                                         | 156                | 3          | [ 93 ] [ 94 ]   |
| 台風9号 1409 (Rammsun, Glenda)   | 7月9日-7月20日    | 非常に強い       | STY  | 45m/s(90kt)  | 935hPa   | カロリン諸島、グアム、フィリピン、中国、ベトナム                   | 7,130              | 195        | [ 95 ] [ 96 ]   |
| 台風10号 1410 (Matmo, Henry)     | 7月16日-7月25日   | 強い             | TY   | 35m/s(70kt)  | 965hPa   | パラオ、フィリピン、台湾、中国、韓国                               | 567                | 62         | [ 97 ] [ 98 ]   |
| 台風11号 1411 (Halong, Jose)     | 7月27日-8月11日   | 大型・猛烈な     | STY  | 55m/s(105kt) | 920hPa   | カロリン諸島、マリアナ諸島、フィリピン、日本、シベリア             | 20.5               | 12         | [ 99 ] [ 100 ]  |
| 台風12号 1412 (Nakri, Inday)     | 7月19日-8月4日    | 大型             | STS  | 30m/s(55kt)  | 980hPa   | カロリン諸島、マリアナ諸島、パラオ、韓国、北朝鮮、日本             | 0.116              | 16         | [ 101 ] [ 102 ] |
| 台風13号 1413 (Genevieve)        | 8月7日-8月14日    | 猛烈な           | STY  | 55m/s(110kt) | 915hPa   | -                                                                  | 0                  | 0          | [ 103 ] [ 104 ] |
| 台風14号 1414 (Fengshen)         | 9月5日-9月10日    |                  | STS  | 30m/s(60kt)  | 975hPa   | 日本                                                               | 0                  | 0          | [ 105 ] [ 106 ] |
| TD 14W (Karding)                 | 9月5日-9月8日     |                  | TD   | 15m/s(30kt)  | 1002hPa  | フィリピン、中国、ベトナム                                         | 0                  | 0          |                 |
| 台風15号 1415 (Kalmaegi, Luis)   | 9月10日-9月17日   | 大型・強い       | TY   | 40m/s(75kt)  | 960hPa   | カロリン諸島、フィリピン、中国、ベトナム、ラオス、タイ、ミャンマー | 75.1               | 33         | [ 107 ] [ 108 ] |
| 台風16号 1416 (Fung-wong, Mario) | 9月16日-9月24日   | 大型             | TS   | 23m/s(45kt)  | 985hPa   | フィリピン、台湾、中国、日本、韓国                                 | 75.5               | 21         | [ 109 ] [ 110 ] |
| 台風17号 1417 (Kammuri)          | 9月24日-9月30日   | 大型             | STS  | 25m/s(50kt)  | 985hPa   | マリアナ諸島、日本                                                 | 0                  | 0          | [ 111 ] [ 112 ] |
| 台風18号 1418 (Phanfone, Neneng) | 9月28日-10月6日   | 大型・非常に強い | STY  | 50m/s(95kt)  | 935hPa   | カロリン諸島、マリアナ諸島、日本                                   | 41.5               | 11         | [ 113 ] [ 114 ] |
| 台風19号 1419 (Vongfong, Ompong) | 10月3日-10月14日  | 大型・猛烈な     | STY  | 60m/s(115kt) | 900hPa   | カロリン諸島、マリアナ諸島、フィリピン、台湾、日本、韓国           | 58                 | 9          | [ 115 ] [ 116 ] |
| 台風20号 1420 (Nuri, Paeng)      | 10月30日-11月7日  | 大型・猛烈な     | STY  | 55m/s(110kt) | 910hPa   | フィリピン、日本                                                   | 僅か               | 0          | [ 117 ] [ 118 ] |
| 台風21号 1421 (Sinraku, Queenie) | 11月26日-11月30日 |                  | TS   | 23m/s(45kt)  | 990hPa   | パラオ、フィリピン、ベトナム、ラオス、カンボジア                   | 4.3                | 4          | [ 119 ] [ 120 ] |
| 台風22号 1422 (Hagupit, Ruby)    | 12月1日-12月11日  | 猛烈な           | STY  | 60m/s(115kt) | 905hPa   | カロリン諸島、パラオ、フィリピン                                   | 114                | 18         | [ 121 ] [ 122 ] |
| 台風23号 1423 (Jangmi, Seniang)  | 12月27日-12月31日 |                  | TS   | 20m/s(40kt)  | 996hPa   | フィリピン、ボルネオ島                                             | 28.3               | 66         | [ 123 ] [ 124 ] |
| 計25個+他5個                     | 1月10日-12月31日  | -                | -    | 60m/s(115kt) | 900hPa   | -                                                                  | 8,140              | 538        |                 |

- 「期間」は熱帯低気圧として存命した期間を表す。台風が熱帯低気圧に変わった場合、熱低化から消滅までの期間も含む。
- 「階級」は気象庁が示す国際分類で、TD=トロピカル・デプレッション、TS=トロピカル・ストーム、STS=シビア・トロピカル・ストーム、TY=タイフーンである。STY=スーパータイフーンは、合同台風警報センター（JTWC）の分類で、タイフーンのうち最大風速が130kt（約65m/s、1分間平均）以上のもの。